# Jezioro (powiat ostrowski)
Jezioro – osada w Polsce położona w województwie wielkopolskim, w powiecie ostrowskim, w gminie Przygodzice.